# Budimski krug hrvatskih franjevačkih pisaca
Budimski krug hrvatskih franjevačkih pisaca odnosno budimski kulturni krug je bio kulturni krug kojeg su činili Hrvati koji su pohađali budimsko franjevačko učilište kojeg su držali bosanski franjevci, a od 1757. novoutemeljena franjevačke provincije svetog Ivana Kapistrana.
Pojam je uveo Franjo Emanuel Hoško, a njime je obuhvatio franjevce koji su ondje djelovali od početka 18. stoljeća pa sve do generacije koja se pojavila prve polovice 19. stoljeća.
Činili su ga Grgur Čevapović, Marijan Jaić, Mihovil Radnić, Matija Petar Katančić, Lovro Bračuljević, Grgur Peštalić, Emerik Pavić, Stjepan Vilov, Jeronim Lipovčić, Luka Čilić i ostali.
Taj je krug ponajviše pridonio razvitku kulture Hrvata u Ugarskoj u 18. i 19. stoljeću. Također je bio značajnim i za povijest hrvatskog školstva u Ugarskoj, jer je njihovo učilište Studium Generale u Budimu bilo jednim od ključnih ustanova hrvatskog školstva u Ugarskoj.